# La Communiante (Lempicka)
Pour les articles homonymes, voir La Communiante.
La Communiante est un tableau terminé par Tamara de Lempicka en 1929. Cette huile sur toile est le portrait Art déco d'une jeune fille apprêtée pour sa première communion, alors qu'une colombe vient ajuster son voile pendant une prière. Exposée au Salon d'Automne dès 1928 et au Salon des indépendants l'année suivante, elle fait partie des collections du musée national d'Art moderne, à Paris, depuis un don de l'artiste en 1976. Elle se trouve en dépôt à La Piscine, à Roubaix, depuis 1994.